# エトヴェシュ・ペーテル
エトヴェシュ・ペーテル（ペーテル・エトヴェシュ、ペーター・エトヴェシュ、ハンガリー語: Eötvös Péter [ˈøtvøʃ ˈpeːtɛr], Peter Eötvös, 1944年1月2日 - 2024年3月24日）は、ハンガリーの作曲者、指揮者。

## 略歴
当時ハンガリー王国領のセーケイウドヴァルヘイ（ハンガリー語：Székelyudvarhely）（現在はルーマニア領）の生まれ。ブダペストとケルンで作曲を学び、1962年からハンガリーで映画音楽の作曲を始める。1968年から1976年にかけて、定期的に シュトックハウゼン・アンサンブルと演奏する。1979年、ピエール・ブーレーズの後を継いで、アンサンブル・アンテルコンタンポランの音楽監督兼指揮者となり、1991年までその職を続ける。教育の方はケルン音楽大学の現代音楽アンサンブルの指揮の教授を経て、カールスルーエ音楽大学の指揮科教授を務めた。この他にも教育に力を入れていることが多い。
2024年3月24日、故郷ハンガリーのブダペストにて死去。80歳没。

## 作風
エトヴェシュの音楽は、さまざまな作曲家の影響を示している。特殊奏法（en:Extended technique）、例えば過度の圧力をかけたボウイングが叙情的な民謡と一緒にサウンドを合成する。またエトヴェシュは技術的な力量もあり、エレクトロニック・マニピュレーションまたはアンプリフィケーションのためにマイク機器をどう使うかの細かい指示を与えている。エトヴェシュの最初の大作の作曲は映画音楽で、それはエトヴェシュの後の小品の、趣のある陽気なところに再現されている。管弦楽と声楽のための作品『アトランティス』と『Ima』はヴェレシュ・シャンドール（Weöres Sándor, en:Sándor Weöres）の詩『Néma zene』にインスピレーションを受けたもので、詩自体もテキストにしている。
『三人姉妹』のリヨン初演が成功に終わり、オペラの委嘱が定期的に入るようになったエトヴェシュは、今までに起きた音楽言語の「統合」を意図して作曲される瞬間が非常に多くなった。例えば、調性的に進む瞬間は語りを入れ、瞬間的に叫んだりどもったりする箇所では現代音楽特有のイディオムで煽るなど、さまざまな要素がミックスされた上で作曲される。
作品はリコルディ・ベルリンから近作が入手可能。

## 作品

### オペラ
- 『Harakiri（ハラキリ）』（1973年）
- 『Radamès』室内歌劇（1975年/1997年）
- 『Three sisters（三人姉妹）』（1996年 - 1997年）- 原作：アントン・チェーホフ作『三人姉妹』（演出：天児牛大）TV収録はNHKで放映、CD化
- 『As I Crossed a Bridge of Dreams』（1998年 - 1999年）
- 『Le Balcon』（2001年 - 2002年）- 原作：ジャン・ジュネ著『バルコン』Le Balcon (エクサン・プロヴァンス音楽祭委託)、TV収録
- 『Angels in America』（2002年 - 2004年）- 原作：トニー・クシュナー作：舞台『エンジェルス・イン・アメリカ』のオペラ化 (シャトレ座委託)、TV収録
- 『Lady Sarashina（更級夫人）』（2007年） - 原作：菅原孝標女著『更級日記』。2008年3月リヨン国立オペラ「Festival Japon 2008」にて上演（演出：天児牛大）
- 『Love and Other Demons』（2008年）- ガブリエル・ガルシア・マルケス著『愛その他の悪霊について』(グラインドボーン音楽祭初演、2010年ライン国立オペラ、2017年1月ハンガリー国立歌劇場上演、初演以外は自身の指揮)
- 『Die Tragödie des Teufels』（2011年1月）バイエルン国立歌劇場委託・上演
- 『Der goldene Drache』(2014年)
- 『Senza Sangue』(2016年) ノルウェイ、アヴィニョン、ブダペスト、ハンブルク共同制作 (ベラ・バルトーク歌劇《青髭公の城》と二本立て上演／指揮も)

### 管弦楽曲
- チャイニーズ・オペラ（Chinese Opera／京劇）管弦楽のための（1986年）
- Atlantis（アトランティス）管弦楽と声楽のための（1995年）
- Shadows（シャドーズ）（1996年）
- Two monologues, for baritone and orchestra（1998年）
- zeroPoints, for orchestra（1999年）
- IMA, for Choir and Orchestra（2002年）
- 「セブン」（コロンビア宇宙飛行士への追悼）─ ヴァイオリンとオーケストラのための（2006年/2007年改訂）

### 協奏曲
- Psychokosmos（サイココスモス）ツィンバロム協奏曲（1993年）
- Replica, Viola Concerto（1998年）
- Jet Stream, Trumpet Concerto（2002年）
- CAP-KO, Concerto for Piano, Keyboard and Orchestra（2005年）
- Harp Concerto（2023年）

### アンサンブル
- Windsequenzen, for Ensemble（1975年/1987年）
- Intervalles-Interieurs, ensemble and electronics（1981年）
- Endless Eight I., for ensemble（1981年）
- Steine, for ensemble（1985年 - 1990年）
- Endless Eight II. - Apeiron musikon, for ensemble（1988年 - 1989年）
- Triangel, Percussionist and Ensemble（1993年）
- Psy, for ensemble（1996年）
- Paris-Dakar, for ensemble（2000年）
- Snatches of a conversation, for ensemble（2001年）

### 室内楽曲・器楽曲
- Korrespondenz, for string quartet（1992年）
- Psalm 151, for percussion（1993年）
- Thunder, solo timpani（1993年）
- Two poems to Polly, solo cello（1998年）
- Erdenklavier-Himmelklavier, for solo piano（2003年）

### 声楽曲
- Drei Madrigalkomödien, for 12 Voices
  - Insetti galanti（1970年 - 1990年）
  - Hochzeitsmadrigal（1963年 - 1976年）
  - Moro Lasso（1963年 - 1972年）

### テープ
- Mese (Märchen /Tale/Conte)（1968年）
- Cricketmusic（1970年）
- Elektrochronik（1974年）
- Der Blick（1997年）